# Chevrolet Bison
Der Chevrolet Bison – auch verkauft als GMC General – war ein schwerer Lkw, den General Motors in den Modelljahren 1977 bis 1988 herstellte. Beide Modelle waren Hauben-Lkws.
Es gab Dieselmotoren von Caterpillar, Cummins und Detroit Diesel zur Auswahl.
Die GMC-Version war häufiger anzutreffen als die von Chevrolet.

## Trivia
Ein GMC General war 1980 im Film Das ausgekochte Schlitzohr ist wieder auf Achse und in der Serie Knight Rider, die von 1982 bis 1986 produziert wurde, zu sehen.